# Asimina Proedrou
Asimina Proedrou (nacida en Atenas, en 1982) es un directora de cine, guionista y productora griega.

## Carrera
Proedrou nació en 1982 en Atenas. Estudió danza clásica y contemporánea en el estudio Rallou Manu, y en 2001 se licenció en piano en el Conservatorio del Ático. En 2005 se graduó en la Universidad de Economía y Empresa de Atenas, y en 2007 completó sus estudios de posgrado en la misma escuela, obteniendo el título de Máster en Economía Internacional. De 2010 a 2012 asistió a clases de guion y dirección en el Athens New York College y completó el ciclo de montaje - postproducción.
En agosto de 2012 participó en el Online Balkan Short Film Festival con su primer largometraje, Facets of Loneliness, que fue completado como ejercicio en la primera mitad de la facultad en diciembre de 2010. Se graduó en la facultad Akmi Metropolitan College, en junio de 2013, con una Licenciatura en Artes Audiovisuales y Dirección Cinematográfica. Red Hulk fue la película de su proyecto de graduación y ya ha ganado 3 premios en el Festival de Cortometrajes de Drama (gran premio, mejor actor masculino, cinematografía) y el premio al mejor cortometraje en el Festival Internacional de Cine de Atenas. Paralelamente a sus estudios, Asimina trabaja a tiempo completo como contable desde 2007 para una gran empresa de Atenas.
Su primer largometraje, Detrás de los pajares (2022), se ha desarrollado a través de distintos programas de fomento. Se trata de una coproducción entre Grecia, Alemania y Macedonia del Norte, apoyada, entre otros, por el Greek Film Center y la Greek National TV, Media Creative Europe, See Cinema Network, North Macedonian Agency, ZDF-Arte y Eurimages.Fue seleccionada como la candidata griega a la mejor película internacional en los Premios Óscar 2024.

## Filmografía
- Detrás de los pajares (2022)